# Leptophobia olympia
Leptophobia olympia is een vlindersoort uit de familie van de Pieridae (witjes), onderfamilie Pierinae.
Leptophobia olympia werd in 1861 beschreven door C. & R. Felder.